# Durio zibethinus
Durio zibethinus L., 1774 è un albero della famiglia delle Malvaceae, originario del sud-est asiatico coltivato per la produzione di frutta.

## Etimologia
L'epiteto specifico, zibethinus, si riferisce al termine italiano zibetto, probabilmente a indicare il forte odore proveniente dai frutti di questa pianta. I nomi vernacolari nelle zone in cui è coltivato includono durian, duren (indonesiano), duyin (burmese), thureen (cambogiano), thurian (tailandese) e saurieng (vietnamita).

## Descrizione

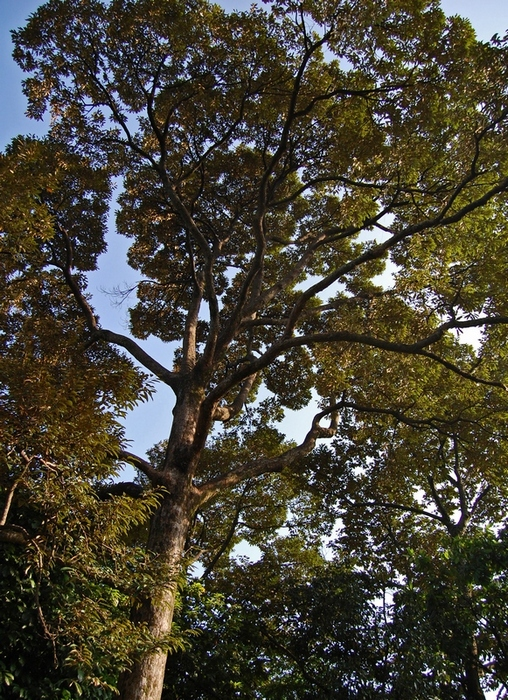
Albero maturo di Durian

Il durian è un albero di dimensioni importanti, con individui che raggiungono facilmente i 20-40 metri con tronchi fino a un metro di diametro. La chioma è tendenzialmente conica e irregolare, densa. Gli alberi innestati sono contemporaneamente più piccoli e più irregolari nel portamento. Le foglie sono semplici, pendule, cuoiose. La loro disposizione è alterna, e le loro dimensioni sono comprese tra gli 8 e i 20 centimetri di lunghezza, e i 4-6 di larghezza. Il legno è piuttosto fragile, tende a fessurarsi quando messo a stagionare.

### Fiori

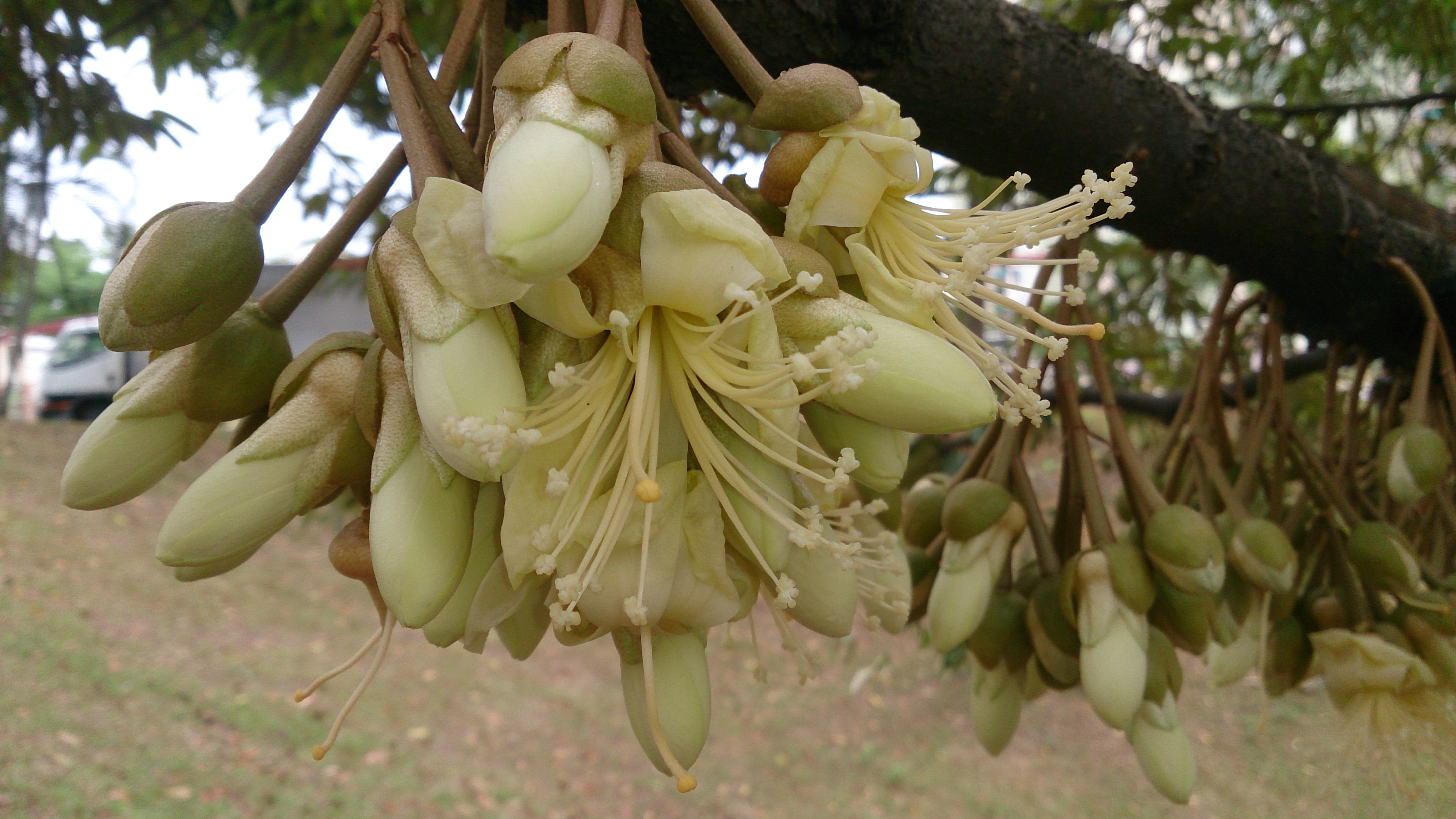
Fiori di Durian

I fiori del Durio zibethinus hanno un odore di latte inacidito, sono bianco giallastri con 3 petali, raccolti in grappoli da 1 a 45 fiori, con lunghi piccioli (fino a 8 centimetri) portati dai rami più grandi o a volte direttamente dal tronco. Il calice ha 5 lobi, ed è a forma di campana. La copertura del fiore, l'epicalice, si apre dalle 2 alle 4 di notte, mentre l'antesi avviene tra le 15 e l'inizio della sera: durante l'antesi i fiori emettono il nettare e la loro fragranza si fa più forte. Gli stami invece emergono tra le 20 e mezzanotte. Attraverso questo raffinato adattamento la pianta cerca di evitare l'autofecondazione, perché lo stigma è funzionale mentre i suoi stami non sono ancora emersi, aumentando le probabilità che sia il polline proveniente da qualche altro fiore a fecondarlo. Una pianta di durian può produrre fino a 40.000 fiori.

La stagionalità dei fiori non sembra dipendere dalle temperature, sebbene temperature più basse favoriscono fioriture più abbondanti; piuttosto sembra che la fioritura dipenda esclusivamente dalla presenza di una stagione secca e dal relativo arresto di vegetazione. Nei climi che presentano dei monsoni, ovviamente la fioritura avviene nella stagione secca, mentre la crescita del frutto si ha durante la stagione umida; nelle zone più favorevoli si possono avere invece due raccolti l'anno, ma questo accade esclusivamente nelle zone equatoriali. La fioritura può essere indotta chimicamente, su piante mature, usando dei ritardanti di crescita (paclobutrazolo).

Il polline per germinare richiede una soluzione di saccarosio al 35%, la stessa che si trova sullo stigma. La pioggia diluisce la soluzione presente sullo stigma riducendo la capacità della pianta di essere impollinata; per questo la fioritura è meglio che avvenga durante la stagione secca. Le piante di durian frequentemente sono autoincompatibili, per cui può essere necessaria la pollinazione incrociata.

I vettori dell'impollinazione sono falene e pipistrelli che si nutrono di nettare, dato che appunto, la produzione del polline è notturna.

### Frutti
Il frutto del durian è una capsula, deiscente a maturità, che si divide in 5 segmenti. La maturità richiede 90-150 giorni dall'antesi. Il frutto è coperto da spine piuttosto appuntite, di forma genericamente piramidale che rendono la manipolazione difficoltosa se non si indossano dei guanti. Una caratteristica molto nota del frutto è il suo intenso odore, che ricorda aglio, cipolla, formaggio molto forte e stagionato e toni ben discernibili di frutta matura. La causa di questo odore è da tracciarsi nella ricca varietà di composti volatili rilasciati dal frutto che includono, tioli, esteri, acido solfidrico, e dietilsulfito. Esistono cultivar inodori. La parte commestibile, l'arillo, corrisponde al 20-35% del peso del frutto, ed ha una consistenza morbida e cremosa ed un colore che può variare dal bianco crema al giallo.

Il peso dei frutti può raggiungere gli 8 kg. Gli alberi producono in genere tra i 50 e i 150 frutti per pianta. La maturità si raggiunge dopo pochi giorni dalla caduta naturale del frutto dall'albero.

## Ecologia

### Suolo
La pianta è molto suscettibile al marciume radicale da Phytophthora per cui è piuttosto esigente in fatto di suolo. I suoli preferiti sono argillo-sabbiosi o argillo-limosi con un ottimo drenaggio.

### Clima
La pianta è spiccatamente tropicale. Nel caso la temperatura media mensile scenda sotto i 22 °C si ha poca crescita; nel caso la pianta sperimenti temperature inferiori ai 10 °C si manifestano danni da freddo, con caduta delle foglie e danni ai rami. In ogni caso temperature più basse, a patto che non arrechino danni, tendono a rendere più copiosa la fioritura.

Di converso la pianta tollera bene le alte temperature, fino ai 46 °C. In Malesia si riesce a coltivare fino a 800 metri di altitudine; in altri luoghi non riesce a crescere così in alto.

Durio zibethinus è anche molto esigente in fatto di precipitazioni. Sono richiesti 2000-3000 millimetri di pioggia annua ben distribuiti. Nel caso si presenti siccità di durata superiore a 3 mesi la pianta può andare incontro a danni irreversibili che conducono alla morte; negli impianti commerciali diviene in questi casi obbligatorio ricorrere all'irrigazione.

## Distribuzione e habitat
La pianta è nativa del sud-est asiatico, e durian allo stato selvatico possono essere trovati nel Borneo e a Sumatra. Altrove è stata introdotta dall'uomo. È relativamente rara nell'emisfero occidentale.

La pianta è largamente coltivata nello Sri Lanka, nel sud dell'India, nel sud di Burma, in Thailandia, in Cambogia, in Vietnam, in Malaysia, in Indonesia, nel Borneo, nelle Filippine e in Nuova Guinea.